# Durham (Royaume-Uni)
Pour les articles homonymes, voir Durham.
Durham est une ville du nord-est de l'Angleterre. C'est la capitale du comté de Durham et le chef-lieu du Diocèse de Durham. La ville est connue pour sa cathédrale, son château, ainsi que son université qui est la cinquième du pays. Elle a le statut de Cité.

## Géographie
Durham est situé à 25 km au sud de Newcastle, dans le nord-est de l'Angleterre. Le fleuve Wear traverse la ville. Durham est construite sur un terrain vallonné. La cathédrale est située sur une colline qui domine la Wear.

## Histoire
Christianisé de très bonne heure, le royaume saxon de Northumbrie, situé en bordure de mer, était souvent la cible des agresseurs en provenance de l'est. En 875, les moines de l'île de Lindisfarne, fuyant une attaque danoise, partirent vers le sud, emportant avec eux la dépouille de saint Cuthbert (mort en 687). Il fallut plus de cent ans pour que ces reliques vénérées trouvent leur ultime lieu de repos, sur ces falaises faciles à défendre et sculptées par la Wear. Depuis 1070, les Normands avaient construit leur château sur cette étroite langue de terre, profitant des avantages naturels du site. En 1093, on posa la première pierre de la cathédrale. Cas unique en Angleterre, l'évêque de Durham n'était pas seulement un chef spirituel mais aussi un seigneur laïc, le puissant prince palatin d'une province longtemps en proie à la tourmente.
La ville est restée homogène, et l'activité industrielle, jadis intense, ne l'a pas défigurée. Sa réputation de ville intellectuelle fut confirmée par la fondation en 1832 de l'université, la plus ancienne après Cambridge et Oxford.
Le peintre et paysagiste William Andrews Nesfield (1793-1881) vécu à Brancepeth où son père était recteur de l'église St Brandon. Il a fait ses études à Durham School, alors située sur le Palace Green (en), avant de devenir diplômé du Trinity College de Cambridge.

## Administration
La député du comté de Durham a été Roberta Blackman-Woods du Labour Party jusqu'en 2019. C'est Mary Kelly Foy, également membre du Labour Party qui lui a succédé à l'issue des Élections générales britanniques de 2019.

## Monuments
- La beauté de la cathédrale réside dans son unité. L'essentiel de sa construction se déroula sur une courte période, entre 1095 et 1133 ; en dépit des ajouts postérieurs, elle est un bel exemple d'harmonie et une splendide réussite de l'architecture romane.
- L'architecture romane du château a souvent été modifiée par les princes-évêques successifs. Aujourd'hui, le château fait partie de l'université de Durham, et son donjon fut transformé en résidence pour étudiants dès 1840.

## Personnalités liées à la ville
- Cuthbert de Lindisfarne (enterré dans la cathédrale)
- Bède le Vénérable (enterré dans la cathédrale)
- Guillaume Walcher (évêque réformateur, assassiné dans la cathédrale)
- Barthélemy de Farne (moine puis ermite)
- Nicholas Wiseman (futur archevêque de Westminster et cardinal)
- Guillaume de Saint-Calais (évêque)
- Laurence de Durham (poète)
- Syméon de Durham (historien)
- Ranulf Flambard (évêque)
- Tony Blair (premier ministre)
- Geordie Walker (guitariste de Killing Joke) (né à Chester-le-street)
- Paddy McAloon (chanteur du groupe Prefab Sprout)
- Gem Archer  (guitariste de rock, membre du groupe Oasis)
- Mark Summerbell (footballeur)
- Dominic Cummings (conseiller politique)
- Neil Fingleton (basketteur et acteur, né et décédé à Durham)

## Jumelages
La ville de Durham est jumelée avec :
- Arrondissement de Wesel (Allemagne) depuis 1953
- Banská Bystrica (Slovaquie) depuis 1965
- Kostroma (Russie) depuis 1968
- Tübingen (Allemagne) depuis 1969
- Nakskov (Danemark) depuis 1970
- Département de la Somme (France) depuis 1980
- Alcalá de Guadaíra (Espagne) depuis 1994
- Comté de Durham (États-Unis) depuis 1998
- Jász-Nagykun-Szolnok (Hongrie) depuis 2001